# Краснополянская улица (Москва)
Краснополя́нская улица (до 15 января 1982 года — проектируемый проезд № 156) — улица в районе Западное Дегунино Северного административного округа Москвы, между улицами Бусиновская Горка и Маршала Федоренко. Проходит от въезда в микрорайон Бусиново по его северной границе в сторону Бусиновского мясоперерабатывающего завода и Бусиновского кладбища.

## Происхождение названия
Название дано в 1982 году — по имени бывшего рабочего посёлка Красная Поляна (ныне в составе города Лобня).

## История
Краснополянская улица была открыта в 1982 году одновременно с застройкой микрорайона Бусиново.

## Транспорт
По Краснополянской улице курсируют автобусы
- № 270 — Лобненская улица —  Речной вокзал
- № 499 — Бусиново —  Лианозово
- № 656 — Бусиново —  Селигерская
- № 673 — Бусиново —  Речной вокзал

В 2017 году в непосредственной близости от микрорайона Бусиново открылась станция метро  Ховрино Замоскворецкой линии, расположенная на пересечении улиц Дыбенко и Зеленоградской. В 2020 году в непосредственной близости от микрорайона Бусиново открылась железнодорожная платформа Ховрино Ленинградского направления Октябрьской железной дороги.